# Neriene peltata
Neriene peltata Wider, 1834 è un ragno appartenente alla famiglia Linyphiidae.

## Distribuzione
La specie è stata rinvenuta in diverse località della regione paleartica e in Groenlandia

## Tassonomia
Non sono stati esaminati esemplari di questa specie dal 2011
Attualmente, a dicembre 2013, non sono note sottospecie